# Kamienica Józefa Lipińskiego w Warszawie (Ochota)
Kamienica Józefa Lipińskiego w Warszawie – kamienica znajdująca się w Al. Jerozolimskich 109 w warszawskiej dzielnicy Ochota. Najstarsza w tej części ulicy.

## Opis

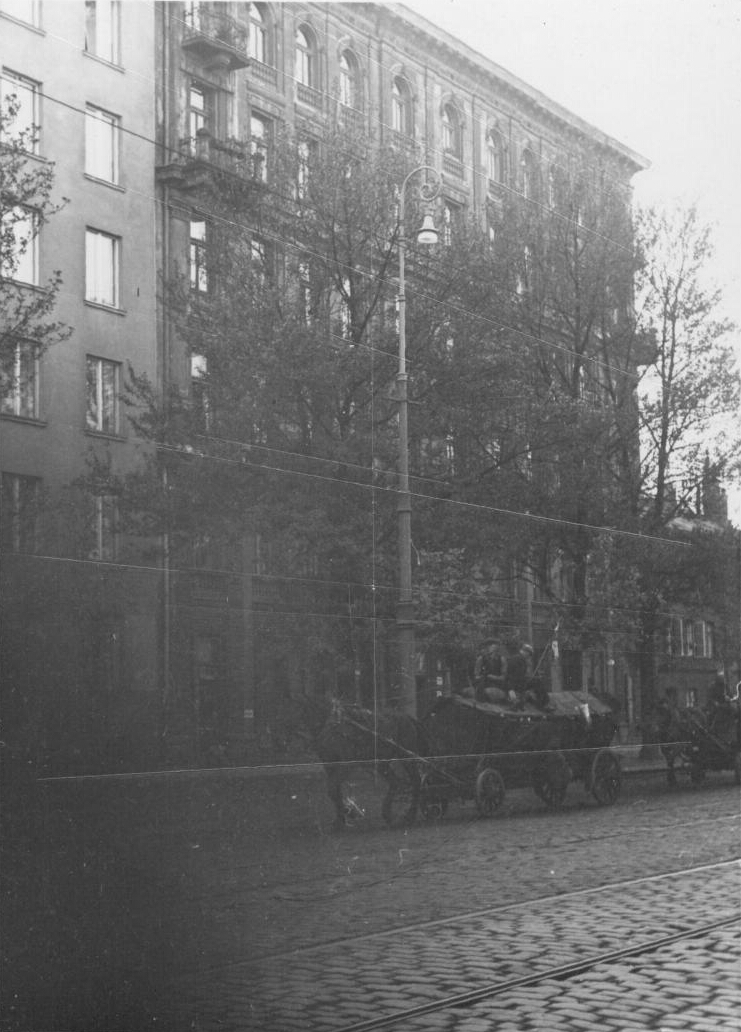
Kamienica około 1938 roku

Kamienica została wzniesiona po 1900 roku w Alejach Jerozolimskich 109 na jednej z kilku parceli należących do Józefa Lipińskiego, które znajdowały się przy ulicy. Wraz z kamienicą pod numerem 63 są jedynymi tego właściciela, które przetrwały wojnę. Lokalizacja kamienicy nie była przypadkowa, ponieważ została wybudowana naprzeciwko nowopowstałego Dworca Kaliskiego, którego biskość miała zapewnić zyski właścicielowi. Dwupodwórzowy eklektyczny budynek zaprojektował nieznany architekt. Fasada została podzielona horyzontalnie na trzy części, nad boniowanymi dwoma pierwszymi kondygnacjami wznoszą się dwie kolejne podzielone pilastrami i zwieńczone gzymsem. Ostatnie dwa piętra zostały podzielone wąskimi lizenami i domknięte wydatnym gzymsem. Kamienica posiadała również umiarkowany wystrój sztukatorski sprowadzający się do zróżnicowanych opraw okiennych. 
Większość dekoracji fasady została usunięta po II wojnie światowej. Ocalały jedynie boniowanie pierwszego piętra oraz pilastry bez kapiteli. W oryginalnym stanie zachował się jedynie przejazd bramny z podwójnymi jońskimi pilastrami umieszczonymi w przęsłach krzyżowego sklepienia.
Kamienica przeszła remont fasady w 2011 roku, a w 2012 została wpisana do gminnej ewidencji zabytków Warszawy.